# Aeolacris octomaculata
Aeolacris octomaculata is een rechtvleugelig insect uit de familie Romaleidae. De wetenschappelijke naam van deze soort is voor het eerst geldig gepubliceerd in 1869 door Scudder.